# Parapelecopsis
Parapelecopsis is een geslacht van spinnen uit de familie hangmatspinnen (Linyphiidae).

## Soorten
De volgende soorten zijn bij het geslacht ingedeeld:
- Parapelecopsis conimbricensis Bosmans & Crespo, 2010
- Parapelecopsis mediocris (Kulczyński, 1899)
- Parapelecopsis nemoralioides (O. P.-Cambridge, 1884)
- Parapelecopsis nemoralis (Blackwall, 1841)